# Polana desela
Polana desela är en insektsart som beskrevs av Delong 1979. Polana desela ingår i släktet Polana och familjen dvärgstritar. Inga underarter finns listade i Catalogue of Life.